# Kabaš Has
Kabash i Hasit en albanais et Kabaš Has en serbe latin (en serbe cyrillique : Кабаш Хас) est une localité du Kosovo située dans la commune/municipalité de Prizren et dans le district de Prizren/Prizren. Selon le recensement kosovar de 2011, elle compte 882 habitants.

## Démographie

### Évolution historique de la population dans la localité
| 1948 | 1953 | 1961 | 1971 | 1981 | 1991 | 2011 |
| ---- | ---- | ---- | ---- | ---- | ---- | ---- |
| 192  | 222  | 249  | 301  | 401  | 474  | 882  |

|  |

### Répartition de la population par nationalités (2011)
En 2011, les Albanais représentaient 99,89 % de la population.